# August Wilhelm Eichler
August Wilhelm Eichler (o por su nombre latinizado Augustus Guilielmus Eichler)
(22 de abril de 1839, Neukirchen, Hesse-2 de marzo de 1887, Berlín) fue un botánico alemán que modificó los sistemas formales para reflejar mejor las relaciones intervegetales. El reino Plantae fue dividió por él en especies no florales (Criptógamas) y en florales (Fanerógamas).
El sistema Eichler es el primero en donde el concepto de evolución fue aceptado y así reflejó por primera vez la filogenia. Además Eichler fue el primer taxónomo en separar Fanerógamas en Angiospermas y en Gimnospermas; y Monocotiledóneas y Dicotiledóneas.
Este sistema fue la fundación del sistema de Adolf Engler que tuvo gran aceptación mundialmente y especialmente en Europa.
Estudia en la Universidad de Marburgo, Alemania; y fue en 1871, profesor de Botánica en Universidad Tecnológica de Graz.
En 1872 es recibido como profesor en la Universidad de Kiel, permaneciendo hasta 1878, cuando pasa a director del herbario de la Universidad de Berlín.
Eichler hace importantes contribuciones al estudio de las estructuras comparativas de flores (en especial de la simetría floral en su obra Blütendiagramme).

## Obra
- Blütendiagramme, Vol. I: 1875 & Vol. II: 1878 (diagramas florales)
- Flora Brasiliensis (Flora de Brasil) editor después del deceso de Carl Friedrich Philipp von Martius en 1868, hasta 1887, sucedido por Ignatz Urban. En línea
- Syllabus der Vorlesungen über Phanerogamenkunde (1883) 3ª Ed., Berlín (Registro de conferencias acerca de Phanerogamae)

## Honores
- Academia Nacional de Ciencias (Córdoba)

### Epónimos
En su honor se nombran:
Géneros
- Eichleria Progel de la familia de Sapotaceae
- Eichlerodendron Briq. de la familia de Salicaceae

Especies
- (Capparaceae) Neocalyptrocalyx eichleriana (Urb.) Iltis & Cornejo[3]
- (Combretaceae) Terminalia eichleriana Alwan & Stace[4]
- (Cyperaceae) Fimbristylis eichleriana Govind.[5]
- (Flacourtiaceae) Casearia eichleriana Sleumer[6]
- (Lamiaceae) Salvia eichleriana Heldr. ex Halácsy[7]
- (Marcgraviaceae) Marcgravia eichleriana Wittm.[8]
- (Meliaceae) Cabralea eichleriana C.DC.[9]
- (Melastomataceae) Miconia eichlerii Cogn.[10]
- (Menispermaceae) Sciadotenia eichleriana Moldenke[11]
- (Passifloraceae) Passiflora eichleriana Mast.[12]
- (Sapotaceae) Sideroxylon eichlerii Pierre ex Glaz.[13]
- (Valerianaceae) Aligera eichleriana Suksd.[14]
- (Viscaceae) Dendrophthora eichleriana Urb.[15]

- La abreviatura «Eichler» se emplea para indicar a August Wilhelm Eichler como autoridad en la descripción y clasificación científica de los vegetales.[16]